# NGC 4562
NGC 4562 је спирална галаксија у сазвежђу Береникина коса која се налази на NGC листи објеката дубоког неба.
Деклинација објекта је + 25° 50' 58" а ректасцензија 12h 35m 34,5s. Привидна величина (магнитуда) објекта NGC 4562 износи 13,7 а фотографска магнитуда 14,4. Налази се на удаљености од 9,7000 милиона парсека од Сунца. NGC 4562 је још познат и под ознакама NGC 4565A, UGC 7758, MCG 4-30-4, CGCG 129-8, KUG 1233+261, PGC 41955.